# Dorothea von Brandenburg-Kulmbach

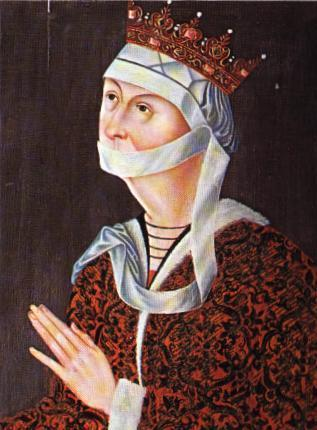
Dorothea von Brandenburg, Königin von Dänemark, zeitgenössische Darstellung des 15. Jahrhunderts im Schloss Frederiksborg

Dorothea von Brandenburg (* 1430; † 25. November 1495 in Kalundborg) war eine Prinzessin von Brandenburg und durch Heirat Königin von Dänemark, Norwegen und Schweden, sowie Herzogin von Schleswig und Holstein und Gräfin von Oldenburg.

## Leben
Dorothea war die jüngste Tochter des Markgrafen Johann von Brandenburg (1406–1464), genannt der Alchimist aus dessen Ehe mit Barbara (1405–1465), Tochter des Herzogs Rudolf III. von Sachsen-Wittenberg. Dorotheas Vater verzichtete zugunsten seines jüngeren Bruders Friedrich II. auf die Rechte seiner Erstgeburt und die Thronfolge in Brandenburg sowie Kurwürde und erhielt mit Kulmbach (ab 1486 Markgrafschaft Brandenburg-Kulmbach) die reichen obergebirgischen Gebiete der fränkischen Besitzungen des Hohenzollernhauses.
Dorothea heiratete am 12. September 1445 in Kopenhagen König Christoph III. von Dänemark (1416–1448). Dorothea wurde am 14. September 1445 zur Königin von Dänemark, Norwegen und Schweden gekrönt. Christoph starb bereits nach drei Jahren Ehe. Dorothea, als Inhaberin der königlichen Autorität, wollte anfänglich den Reichsrat Gyldenstern zum neuen König ausrufen lassen, doch der Adel hielt daran fest, ausländische Herrscher zu wählen und diese vom Reichsrat abhängig zu halten. Zunächst wurde über eine Eheschließung Dorotheas mit dem polnischen König Kasimir IV. verhandelt.
Am 28. Oktober 1449 heiratete Dorothea jedoch in zweiter Ehe in Kopenhagen Christian I. (1426–1481), Sohn des Grafen Dietrich von Oldenburg und dessen zweiter Frau Prinzessin Heilwig von Holstein, den der Reichsrat auf Empfehlung seines Onkels Adolf VIII., des Herzogs von Schleswig und Grafen von Holstein, zum neuen König bestimmt hatte.
Dorothea galt als kluge und energische Frau, sie unterstützte ihren Mann in seinen Regierungsgeschäften. Mehrfach (1465, 1466, 1478 und 1488) forderte sie von ihrer brandenburgischen Familie ihr väterliches Erbe, was schließlich mit folgenden Worten abgelehnt wurde: „an den Lehen gebühre ihr nichts: all unser Gut ist Lehen, das vom Kaiser herkömmt, so hat sie nichts an dem Lande, dieweil menlich Erben unsers Geschlechts vorhanden sein. Si wiszt ir wol, wie wir Bruder getheilt und versamelt sind von unserm Vater, der obern hant verwilliget und allen Kurfürsten bestetigt.“
Ihren jüngeren Sohn Friedrich, der als ihr Liebling galt, konnte sie infolge ihrer sehr erfolgreichen Finanzpolitik 1490 mit Teilen Schleswigs und des 1474 ebenfalls zum Herzogtum erhobenen Holstein ausstatten. Durch Pfändereinlösung war es ihr gelungen, sowohl in Schleswig als auch in Holstein Lehnsinhaberin zu werden, welches ihr Christian in seinem Testament bestätigte. Für ihren Sohn Friedrich fungierte sie in Schleswig-Holstein auch als Regentin.
Dorothea starb am 10. November 1495 in Kalundborg und wurde neben ihrem Ehemann im Dom von Roskilde bestattet. Sie war die Stammmutter der dänischen Könige aus dem Hause Oldenburg.

## Nachkommen
Die Ehe mit dem dänischen König Christoph III. († 1448) blieb kinderlos. Aus ihrer zweiten Ehe mit König Christian I. von Dänemark gingen fünf Kinder hervor:
- Olav (1450–1451)
- Knut (1451–1455)
- Johann I. (1455–1513), König von Dänemark

⚭ 1478 Prinzessin Christina von Sachsen (1461–1521)
- Margarethe (1456–1486)

⚭ 1469 König Jakob III. von Schottland (1451–1488)
- Friedrich I. (1471–1533), König von Dänemark

⚭ 1. 1502 Prinzessin Anna von Brandenburg (1487–1514)
⚭ 2. 1518 Prinzessin Sophia von Pommern (1498–1568)